# Guillaume de Saint Pair
Guillaume de Saint Pair, né à Saint-Pair, est un poète normand du XIIe siècle.

## Biographie
Moine de l’abbaye du Mont-Saint-Michel, Guillaume de Saint Pair est l’auteur vers 1160 du Romanz du Mont-Saint-Michel, adaptation en vers romans de documents latins, notamment l’Apparitio sancti Michaelis archangeli in monte Tumba in Gallia ainsi que de plusieurs récits de miracles. Cette œuvre en 3 parties et 3871 vers octosyllabiques rapporte l'histoire du mont, de ses traditions et de ses légendes. L'auteur dit dans le prologue qu'elle est destinée aux pèlerins peu instruits qui viennent au Mont et veulent en connaître l'histoire.
C'est, du point de vue de la langue, une source précieuse pour l'étude du normand, qui témoigne de l’état avancé des études et donne une idée du développement intellectuel atteint au Mont-Saint-Michel à l’époque où Robert de Torigni en était à la tête (1154-1186) :
- El tens Robert de Torignie
- Fust cil romanz fait et trove

Contemporain de Wace, Saint Pair a contribué à perfectionner la langue dans laquelle il écrivait, encore en état de formation.

## Éditions
- Le Roman du Mont Saint-Michel, Éd. Francisque Michel avec une étude sur l’auteur par M. Eugène de Beaurepaire, A. Hardel, Caen, 1856, à lire sur Google Livres
- Le Roman du Mont Saint-Michel (XIIe siècle), Caen/Avranches, Presses Universitaires de Caen, coll. « Fontes & paginae », 2009, 400 p. (ISBN 978-2-84133-324-0)

## Pour approfondir